# Leopold Bavorský
Leopold Bavorský (9. února 1846, Mnichov – 28. září 1930, Mnichov) byl bavorský princ a polní maršál (Generalfeldmarschall), který velel německým a rakousko-uherským silám na východní frontě v první světové válce.

## Životopis
Narodil se 9. února 1846 v Mnichově jako druhý syn prince Luitpolda Bavorského a jeho manželky arcivévodkyně Augusty Ferdinandy Toskánské.
Když mu bylo 15 let, vstoupil do bavorské armády a 28. listopadu 1861 získal hodnost poručíka. V Prusko-francouzské válce bojoval v 3. dělostřeleckém pluku. Roku 1870 byl povýšen do hodnosti majora. V poválečných letech strávil většinu času na cestách, navštívil Afriku, Asii a různé země Evropy.
Dne 20. dubna 1873 se ve Vídni oženil s arcivévodkyní Giselou Habsbursko-Lotrinskou, dcerou císaře Františka Josefa I. a císařovny Alžběty. Zůstal v bavorské armádě a 1. ledna 1905 byl povýšen na polního maršála. Roku 1913 odešel ze služby.
Jeho odchod do důchodu netrval dlouho. Dne 16. dubna 1915 mu bylo svěřeno velení německé 9. armády, kde nahradil generála Augusta von Mackensena. Leopold se hned ukázal jako schopný velitel a dne 4. srpna 1915 zabral Varšavu. Po tomto úspěchu mu bylo přiděleno velení nad Armádní skupinou prince Leopolda Bavorského (něm. Heeresgruppe Prinz Leopold von Bayern), která byla německou sílou v centrálním sektoru na Východní frontě. Dne 5. srpna 1915 mu byl udělen velkokříž vojenského řádu Maxe Josepha, poté dne 9. srpna 1915 prestižní Pour le Mérite, nejvyšší vojenské vyznamenání Pruska, a 25. července 1917 dubové ratolesti k Pour le Mérite.
29. srpna 1916, poté, co se Ústředním mocnostem po brutálním letním tažením podařilo zvrátit Brusilovovu ofenzívu proti Rakušanům, se Leopold stal nejvyšším velitelem německých sil na východní frontě (Oberbefehlshaber Ost) a vystřídal polního maršála Paula von Hindenburga. Leopold zastával tento post po zbytek války. Dne 4. března 1918 bylo Leopoldovi uděleno další vysoké vyznamenání, Velkokříž Železného kříže 1914 (Großkreuz des Eisernen Kreuzes). Toto vyznamenání bylo uděleného pouze pětkrát během první světové války. Princ Leopold odešel znovu do výslužby v roce 1918 po podepsání Brestlitevské smlouvy, která ukončila válku na východní frontě.
Se svou manželkou měl čtyři děti:
- Alžběta Marie (8. ledna 1874 – 4. března 1957), ⚭ 1893 Otto Ludwig Philipp von Seefried auf Buttenheim, baron z Hagenbachu (26. září 1870 – 5. září 1951), roku 1904 povýšen do hraběcího stavu
- Augusta Marie (28. dubna 1875 – 25. června 1964), ⚭ 1893 Josef August Rakouský (9. srpna 1872 – 6. července 1962), rakouský arcivévoda
- Jiří František (2. dubna 1880 – 31. května 1943), ⚭ 1912 Isabela Rakousko-Těšínská (17. listopadu 1888 – 6. prosince 1973), rozvedeni od roku 1913
- Konrád Luitpold (22. listopadu 1883 – 6. září 1969), ⚭ 1921 Maria Bona Savojsko-Janovská (1. srpna 1896 – 2. února 1971)

Zemřel 28. září 1930 v Mnichově a je pohřben v Colombarium v kostele svatého Michala.

## Vývod z předků
|                  |                                              |  |             |                                                            |  |  |  |  |  |  |  | Fridrich Michal Falcko-Zweibrückenský |
|                  |                                              |  |             |                                                            |  |  |  |  |  |  |  |                                       |
|                  | Maxmilián I. Josef Bavorský                  |  |             |                                                            |  |  |  |  |  |  |  |                                       |
|                  |                                              |  |             |                                                            |  |  |  |  |  |  |  |                                       |
|                  |                                              |  |             | Marie Františka Falcko-Sulzbašská                          |  |  |  |  |  |  |  |                                       |
|                  |                                              |  |             |                                                            |  |  |  |  |  |  |  |                                       |
|                  | Ludvík I. Bavorský                           |  |             |                                                            |  |  |  |  |  |  |  |                                       |
|                  |                                              |  |             |                                                            |  |  |  |  |  |  |  |                                       |
|                  |                                              |  |             | Jiří Vilém Hesensko-Darmstadtský                           |  |  |  |  |  |  |  |                                       |
|                  |                                              |  |             |                                                            |  |  |  |  |  |  |  |                                       |
|                  | Augusta Vilemína Marie Hesensko-Darmstadtská |  |             |                                                            |  |  |  |  |  |  |  |                                       |
|                  |                                              |  |             |                                                            |  |  |  |  |  |  |  |                                       |
|                  |                                              |  |             | Marie Luisa Albertina Leiningensko-Falkenbursko-Dagsburská |  |  |  |  |  |  |  |                                       |
|                  |                                              |  |             |                                                            |  |  |  |  |  |  |  |                                       |
|                  | Luitpold Bavorský                            |  |             |                                                            |  |  |  |  |  |  |  |                                       |
|                  |                                              |  |             |                                                            |  |  |  |  |  |  |  |                                       |
|                  |                                              |  |             | Arnošt Fridrich III. Sasko-Hildburghausenský               |  |  |  |  |  |  |  |                                       |
|                  |                                              |  |             |                                                            |  |  |  |  |  |  |  |                                       |
|                  | Fridrich Sasko-Altenburský                   |  |             |                                                            |  |  |  |  |  |  |  |                                       |
|                  |                                              |  |             |                                                            |  |  |  |  |  |  |  |                                       |
|                  |                                              |  |             | Ernestina Sasko-Výmarská                                   |  |  |  |  |  |  |  |                                       |
|                  |                                              |  |             |                                                            |  |  |  |  |  |  |  |                                       |
|                  | Tereza Sasko-Hildburghausenská               |  |             |                                                            |  |  |  |  |  |  |  |                                       |
|                  |                                              |  |             |                                                            |  |  |  |  |  |  |  |                                       |
|                  |                                              |  |             | Karel II. Meklenbursko-Střelický                           |  |  |  |  |  |  |  |                                       |
|                  |                                              |  |             |                                                            |  |  |  |  |  |  |  |                                       |
|                  | Šarlota Georgina Meklenbursko-Střelická      |  |             |                                                            |  |  |  |  |  |  |  |                                       |
|                  |                                              |  |             |                                                            |  |  |  |  |  |  |  |                                       |
|                  |                                              |  |             | Frederika Hesensko-Darmstadtská                            |  |  |  |  |  |  |  |                                       |
|                  |                                              |  |             |                                                            |  |  |  |  |  |  |  |                                       |
| Leopold Bavorský |                                              |  |             |                                                            |  |  |  |  |  |  |  |                                       |
|                  |                                              |  |             |                                                            |  |  |  |  |  |  |  |                                       |
|                  |                                              |  | Leopold II. |                                                            |  |  |  |  |  |  |  |                                       |
|                  |                                              |  |             |                                                            |  |  |  |  |  |  |  |                                       |
|                  | Ferdinand III. Toskánský                     |  |             |                                                            |  |  |  |  |  |  |  |                                       |
|                  |                                              |  |             |                                                            |  |  |  |  |  |  |  |                                       |
|                  |                                              |  |             | Marie Ludovika Španělská                                   |  |  |  |  |  |  |  |                                       |
|                  |                                              |  |             |                                                            |  |  |  |  |  |  |  |                                       |
|                  | Leopold II. Toskánský                        |  |             |                                                            |  |  |  |  |  |  |  |                                       |
|                  |                                              |  |             |                                                            |  |  |  |  |  |  |  |                                       |
|                  |                                              |  |             | Ferdinand I. Neapolsko-Sicilský                            |  |  |  |  |  |  |  |                                       |
|                  |                                              |  |             |                                                            |  |  |  |  |  |  |  |                                       |
|                  | Luisa Marie Amélie Tereza Neapolsko-Sicilská |  |             |                                                            |  |  |  |  |  |  |  |                                       |
|                  |                                              |  |             |                                                            |  |  |  |  |  |  |  |                                       |
|                  |                                              |  |             | Marie Karolína Habsbursko-Lotrinská                        |  |  |  |  |  |  |  |                                       |
|                  |                                              |  |             |                                                            |  |  |  |  |  |  |  |                                       |
|                  | Augusta Ferdinanda Toskánská                 |  |             |                                                            |  |  |  |  |  |  |  |                                       |
|                  |                                              |  |             |                                                            |  |  |  |  |  |  |  |                                       |
|                  |                                              |  |             | Fridrich Kristián Saský                                    |  |  |  |  |  |  |  |                                       |
|                  |                                              |  |             |                                                            |  |  |  |  |  |  |  |                                       |
|                  | Maxmilián Saský                              |  |             |                                                            |  |  |  |  |  |  |  |                                       |
|                  |                                              |  |             |                                                            |  |  |  |  |  |  |  |                                       |
|                  |                                              |  |             | Marie Antonie Bavorská                                     |  |  |  |  |  |  |  |                                       |
|                  |                                              |  |             |                                                            |  |  |  |  |  |  |  |                                       |
|                  | Marie Anna Saská                             |  |             |                                                            |  |  |  |  |  |  |  |                                       |
|                  |                                              |  |             |                                                            |  |  |  |  |  |  |  |                                       |
|                  |                                              |  |             | Ferdinand Parmský                                          |  |  |  |  |  |  |  |                                       |
|                  |                                              |  |             |                                                            |  |  |  |  |  |  |  |                                       |
|                  | Karolína Marie Tereza Parmská                |  |             |                                                            |  |  |  |  |  |  |  |                                       |
|                  |                                              |  |             |                                                            |  |  |  |  |  |  |  |                                       |
|                  |                                              |  |             | Marie Amálie Habsbursko-Lotrinská                          |  |  |  |  |  |  |  |                                       |
|                  |                                              |  |             |                                                            |  |  |  |  |  |  |  |                                       |